# Morgane Patru
Morgane Patru (ur. 7 lutego 1998) – francuska florecistka, srebrna medalistka mistrzostw świata.
Podczas mistrzostw świata w Mediolanie (2023) Francuzki w składzie: Solène Butruille, Morgane Patru, Pauline Ranvier i Ysaora Thibus zdobyły srebrny medal w zawodach drużynowych. W turnieju indywidualnym zajęła tam 32. miejsce.
Ponadto wywalczyła srebrny medal drużynowo na igrzyskach europejskich w Krakowie (2023).